# دلبروک
دلبروک (به آلمانی: Delbrück) شهری در ایالت نوردراین-وستفالن در کشور آلمان.